# Tia Mowry
Tia Mowry, nome artístico de Tia Dashon Mowry (Gelnhausen, 6 de julho de 1978), é uma atriz estadunidense nascida na Alemanha. Sua maior atuação foi no papel de Alexandra (Alex) no filme original do Disney Channel Twitches (2005) e sua sequência, Twitches Too (2007), junto com sua irmã Tamera Mowry.

## Biografia
Mowry nasceu em Gelnhausen, na Alemanha Ocidental. Sua mãe, Darlene Renée Mowry (née Flowers), gerenciou a carreira de seus filhos quando eles estavam no grupo Voices, e também trabalhou como guarda de segurança. Seu pai, Timothy John Mowry, estava no Exército dos EUA na época de seu nascimento e, mais tarde, tornou-se um oficial de custódia / carcereiro do Departamento de Polícia da Cidade de Glendale, quando a família se mudou para a Califórnia.
Seu pai, que é branco, tem ascendência irlandesa e sua mãe é descendente de afro-bahamenses. Seus pais se conheceram no ensino médio , em Miami, Flórida . Ambos se juntaram ao Exército dos EUA , e ambos acabariam alcançando o posto de sargento. Sua família é "muito unida" e "muito espiritual", já que as irmãs se tornaram cristãs nascidas de novo quando tinham oito anos.
Tia é dois minutos mais nova que sua irmã gêmea, Tamera. Tamera nasceu em primeiro lugar, às 16h30, seguida por Tia às 16h32. Ela também tem dois irmãos mais novos, o ator Tahj Mowry e Tavior Mowry, que jogou futebol universitário na Universidade da Califórnia, em Davis.

## Carreira
Mowry e sua irmã começaram a participar de desfiles e shows de talentos enquanto sua família estava em Fort Hood, no Texas . Aos 12 anos, eles convenceram sua mãe a se mudar para a Califórnia com eles para que pudessem continuar atuando. Ela concordou, sob a condição de que eles conseguissem um emprego de atriz no primeiro mês de sua estada. Em 1990, sua família se mudou para a Califórnia permanentemente, estabelecendo-se em Los Angeles, e ela e sua irmã começaram a aparecer em comerciais e pequenos papéis.
Ela é bem conhecida por interpretar Tia Landry, uma gêmea separada no nascimento e reunida com sua irmã quando adolescente no programa Irmã, Irmã . A série foi desenvolvida para eles depois que um produtor os viu no set de Full House , um programa no qual seu irmão fazia aparições regulares. Irmã, Sister estava inicialmente na rede ABC, mas foi cancelada pela rede depois de dois anos e resgatada pela The WB , onde funcionou por mais quatro anos. Durante a exibição , eles apareceram em um episódio do programa Smart Guy, do seu irmão Tahj Mowry . Eles também fizeram um trabalho de voice-over para a série de desenhos animados do Kids 'WB Detention .
Depois que o show terminou, tanto Mowry quanto sua irmã estudaram psicologia na Universidade Pepperdine . Ela também foi para a Europa para estudar humanidades e italiano por um período. Tanto ela quanto sua irmã apareceram no filme de comédia de Rob Schneider , The Hot Chick , interpretando animadoras de torcida. Mowry também fez dublagens para a série de desenhos animados Bratz como a voz de Sasha. Em 2005, Mowry e sua irmã estrelaram o Disney Channel Original Movie Twitches e reprisaram seus papéis em sua sequência, Twitches Too e antes de co-estrelar no filme Seventeen Again, de 2000. Tia também apareceu em um episódio do programa de televisão de sua irmã, Strong Medicine , em janeiro de 2006, fazendo o papel de Keisha, a irmã gêmea do personagem de Tamera Mowry, Dra. Kayla Thornton. Mowry tem um papel de protagonista na série de televisão BET The Game como Melanie Barnett . Mowry foi indicado ao Teen Choice Award e ao NAACP Image Awards como melhor atriz em uma comédia.
No episódio Blue's Clues, " Blue's Birthday ", Mowry e sua irmã fazem uma aparição como duas das celebridades desejando a Blue um feliz aniversário. Sua única linha é dito em uníssono: "Feliz Aniversário, Azul!" A partir de julho de 2011, a Style Network começou a transmitir o Tia & Tamera , um reality show que acompanha o dia-a-dia dos gêmeos; Tia grávida e Tamera planejando seu casamento. Mowry e sua irmã são ambos cantores. Eles mostraram suas habilidades vocais em episódios de Irmã Irmã , incluindo covers de " You Can't Hurry Love ", " Amazing Grace " e " I'm Going Down ", que Tamera cantou. Eles também cantaram a música tema durante a quinta e sexta temporada.
Em maio de 2012, Mowry publicou seu primeiro livro, Oh, Baby: Gravidez Contos e Conselhos de uma mãe quente para outra , sobre sua gravidez e ser uma mãe que trabalha. Em maio de 2012, Mowry declarou através de sua conta no Twitter que ela não voltaria ao The Game por uma sexta temporada. Em agosto de 2013, foi anunciado que ela foi escalada para o papel principal em uma nova série de comédia da Nickelodeon , Instant Mom, ao lado de Michael Boatman e Sheryl Lee Ralph .
Desde 2015, Mowry estrelou em sua série Cooking Channel Tia Mowry at Home, onde faz de tudo: macarrão com queijo, bolo, torta, frango ao curry, couve, shakshuka, batata, galette e vários tipos de coquetéis. Algumas de suas estrelas convidadas incluíram as co-estrelas do jogo, Pooch Hall, Hosea Sanchez, Wendy Raquel Robinson, Brittany Daniel, Lilly Singh do YouTube e Kelly Rowland do Destiny's Child. Em 2016, Mowry iniciou um podcast no Podcast One chamado Mostly Mom com Tia Mowry. Em 29 de abril de 2016, ela apareceu com sua irmã gêmea no talk show diurno The Real , onde ela promoveu seu novo livro Twintution.

## Vida Pessoal
Mowry conheceu o ator Cory Hardrict no set de seu filme, Hollywood Horror. Eles namoraram por seis anos, então ficaram noivos no dia de Natal de 2006, e se casaram na Califórnia em 20 de abril de 2008. Em 11 de janeiro de 2011, People anunciou que Mowry e Hardrict esperavam o seu primeiro filho (Mowry fez o anúncio ela mesma na 106 & Park). A gravidez foi documentada no programa Tia & Tamera com a sua irmã, Tamera Mowry, na Style Network. O casal recebeu um filho, Cree Taylor Hardrict, em 28 de junho de 2011. Em 8 de novembro de 2017, Mowry anunciou que estava grávida de seu segundo filho, uma menina.
Mowry é a treinadora principal da equipa de celebridades da Entertainment Basketball League. Ela treina a equipe de Atlanta , cujos jogadores incluem o seu marido, Cory Hardrict, e ex-co-star, Pooch Hall. Ela recentemente treinou na batalha do jogo dos sexos em Chicago contra o Sky of the WNBA.
A certa altura, ela decidiu se tornar vegana, até posando para uma capa de revista vestida com um vestido feito de vegetais.

## Filmografia
| Filmes         | Filmes                        | Filmes                                            | Filmes                |
| Ano            | Filme                         | Personagem                                        | Notas                 |
| -------------- | ----------------------------- | ------------------------------------------------- | --------------------- |
| 2000           | Seventeen Again               | Sydney                                            |                       |
| 2002           | The Hot Chick                 | Venetia                                           |                       |
| 2004           | Bratz: Starrin & Stylin'      | Sasha                                             | Voz                   |
| 2005           | Bratz Rock Angelz             | Sasha                                             | Voz                   |
| 2007           | The American Standards        | Kate                                              |                       |
| 2009           | Hollywood Horror              | Allison                                           |                       |
| Telefilmes     |                               |                                                   |                       |
| Ano            | Título                        | Personagem                                        | Canal                 |
| 2005           | Twitches                      | Alexandra Nicole "Alex" Fielding / Artemis DuBaer | Disney Channel        |
| 2007           | Twitches Too                  | Alexandra Nicole "Alex" Fielding / Artemis DuBaer | Disney Channel        |
| Televisão      |                               |                                                   |                       |
| Anos           | Título                        | Personagem                                        | Notas                 |
| 1994-1999      | Sister, Sister                | Tia Landry                                        | Protagonista          |
| 2005-2006      | Bratz                         | Sasha                                             | Voz                   |
| 2006-2007      | Girlfriends                   | Melanie Barnett                                   | Participação especial |
| 2006-2009      | The Game                      | Melanie Barnett                                   | Protagonista          |
| 2013-presente  | Mamae Instantanea             | Stephanie Phillips                                | Protagonista          |
| 2019- presente | Family Reunion                | Cocoa McKellan                                    | Protagonista          |
| 2021           | RuPaul's Drag Race: All Stars | Ela Mesma                                         | Jurada Convidada      |

*esta não é a filmografia completa de Tia Mowry*